# Trinidad Arroyo
Trinidad Arroyo Villaverde (Palencia, 26 de mayo de 1872-Ciudad de México, 28 de septiembre de 1959) fue una intelectual y oftalmóloga española. Fue la primera mujer oftalmóloga en España y la tercera en doctorarse, obteniendo su doctorado en 1896. Fue docente e investigadora en la Universidad Complutense de Madrid, y dirigía un consultorio de oftalmología con su marido Manuel Márquez. Se vieron obligados a huir del país en 1939 debido a la guerra civil española, y reanudaron su práctica en la Ciudad de México, donde vivieron el resto de sus vidas.
Arroyo fue políticamente activa mientras vivía en España, se desempeñó como vicepresidenta de una asociación antifascista de mujeres y participó en varias organizaciones feministas. Fue esto, así como sus supuestos vínculos con la Unión Soviética, lo que la convirtió a ella y a su esposo en objetivos del bando sublevado en la guerra civil española. También fue una de las primeras mujeres en España en votar en unas elecciones, derecho que le otorgaba su puesto en el claustro universitario.

## Primeros años y educación
Trinidad Arroyo nació en Palencia, España, el 26 de mayo de 1872. Su familia era de clase media, y su padre era dueño de una tintorería. De 1883 a 1888 asistió al Instituto Libre de Segunda Enseñanza, un Instituto de Educación Secundaria de Palencia, donde fue la primera alumna. Arroyo luego asistió a la Universidad de Valladolid para obtener la licenciatura en medicina.
Obtener la admisión a la universidad fue difícil para Arroyo, ya que había establecido una regla contra las mujeres estudiantes en 1882. Su padre tuvo que presentar una queja ante el director de instrucción pública, y ella se vio obligada a realizar un examen único para demostrar su capacidad. Se le dio permiso para matricularse en diciembre de 1888, y fue admitida como estudiante de 1889 a 1895. En Valladolid, Arroyo se interesó por la cirugía, pero se especializó en oftalmología porque apreciaba la delicadeza y precisión que implicaba, y determinó que estaba más abierta a las mujeres. También expresó interés en la farmacia y el derecho, pero rechazó la primera porque no deseaba recibir órdenes de un médico y rechazó la segunda por pragmatismo, sabiendo que en la época la práctica de la ley por parte de una mujer no tendría éxito.
Después de graduarse de Valladolid, Arroyo asistió a la Universidad de Madrid para su doctorado mientras estudiaba con Santiago de los Albitos. Defendió su disertación de 149 páginas, Músculos intrínsecos del ojo en estado normal y patológico, acción de los medicamentos, en 1896. Fue la tercera mujer en España en obtener un doctorado, y la primera en ser en un tema diferente a la ginecología, lo que la convirtió en la primera mujer oftalmóloga en España. Continuó estudiando los músculos oculares después de obtener su doctorado.

## Carrera y vida posterior

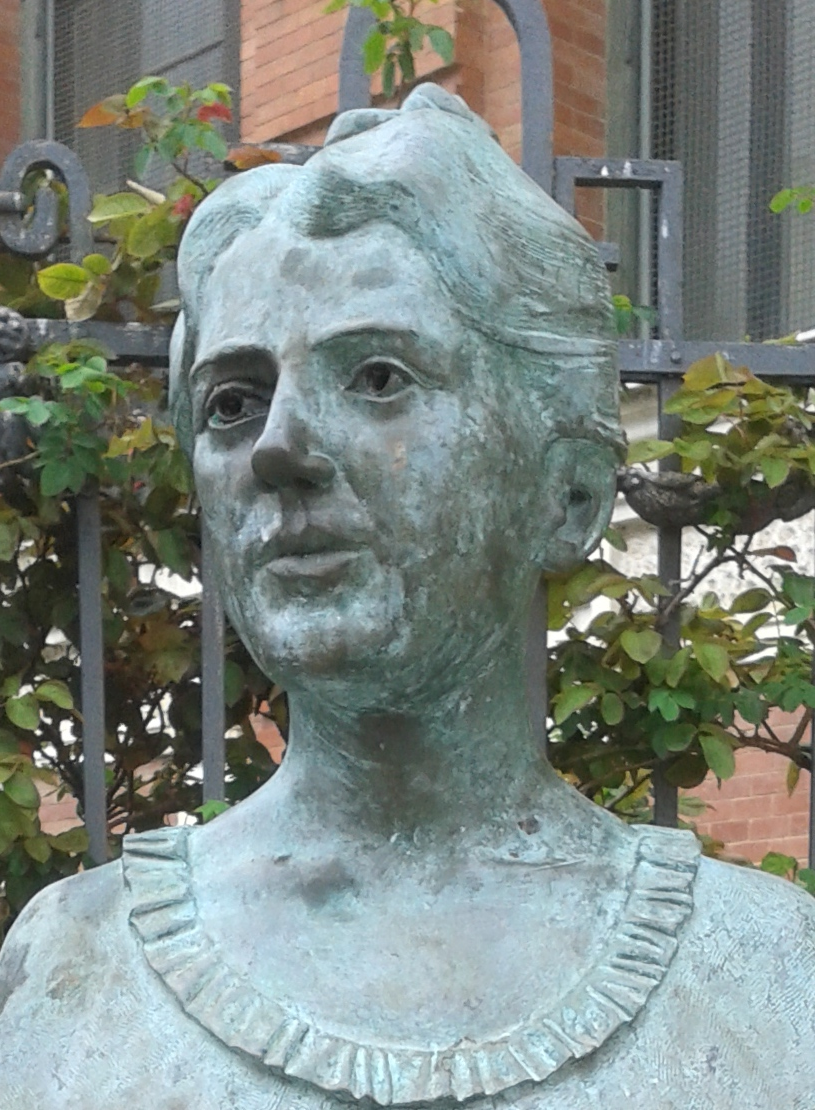
Busto de Trinidad Arroyo en el acceso al Instituto Jorge Manrique de Palencia

En 1898, Arroyo abrió una consulta de oftalmología en Palencia con su hermano Benito, que había estudiado oftalmología con ella en Valladolid y Madrid. El 6 de febrero de 1902 se casó con el también oftalmólogo Manuel Márquez Rodríguez, quien la animó durante toda su vida a dedicarse a la ciencia a pesar de la oposición social a las mujeres en la ciencia en su tiempo. Su hermano Benito, que había presentado a Arroyo y Márquez, murió poco después, en 1903. Durante dos años, a partir de 1906, la pareja se fue de Madrid a Galicia mientras Márquez ocupaba un puesto en la Universidad de Santiago de Compostela.
Arroyo y su esposo comenzaron una práctica de oftalmología en Madrid en su casa y oficina conjunta con mejoras construidas por el primo arquitecto de Arroyo, Jerónimo Arroyo. Entre los que Arroyo trató estaba el novelista Benito Pérez Galdós, y a ella se le atribuye haberlo salvado de la ceguera. Más allá de su práctica privada, Arroyo estuvo involucrado con el Consultorio de Niños Pecho, el Instituto Rubio y el Asilo de Santa Lucía. Arroyo pudo hablar varios idiomas, lo que fue de gran utilidad para las asociaciones en las que estaba involucrada, ya que pudo representarlas en otros países. Además del español, podía hablar inglés, francés y alemán.
Arroyo y su marido también fueron profesores en la Universidad de Madrid. Fue la primera mujer en dar clases en la Universidad de Madrid, donde trabajó como profesora ayudante. Produjo una extensa investigación en el campo de la oftalmología, en temas que incluyeron «el uso de atropina en úlceras corneales, analgesia ocular de clorhidrato de codeína, adrenalina en oftalmología, desprendimiento de retina, astigmatismo y diagnóstico y terapia de tuberculosis ocular». A pesar de su extenso trabajo y participación en la universidad, no se le otorgaron los mismos privilegios o estatus que a sus colegas. Nunca se le concedió un puesto de profesora ni se le permitió publicar en la universidad.
En los primeros días de la guerra civil española, Arroyo ayudó en el tratamiento de los heridos. Arroyo y su esposo viajaron a la Unión Soviética en 1937. Este viaje y su lealtad al bando republicano y su familiaridad con varios intelectuales comunistas en España los llevó a ser blanco del bando sublevado en 1939. Arroyo y su esposo huyeron a México y se establecieron en la Ciudad de México.
El gobierno mexicano dio la bienvenida a los exiliados españoles a través del programa de patrocinio de Casa de España, y rápidamente se involucraron con la comunidad. Se establecieron con otros intelectuales españoles en el exilio, entre ellos Ignacio Bolívar, José Gaos, León Felipe y Max Aub, y continuaron ejerciendo como oftalmólogos. Arroyo se convirtió oficialmente en ciudadana mexicana el 29 de octubre de 1940, una de los pocos exiliados españoles en hacerlo. Regresó a España una sola vez, visitando en 1955 para establecer becas; ella y su esposo habían decidido dejar su patrimonio a estudiantes de España, ya que no tenían hijos propios. Escogió al Instituto Libre de Segunda Enseñanza como destinatario de su donación ya que fue la escuela que le permitió iniciar sus estudios. Arroyo murió en la Ciudad de México el 28 de septiembre de 1959. Su esposo murió tres años después y fueron enterrados uno al lado del otro en la Ciudad de México.

## Política

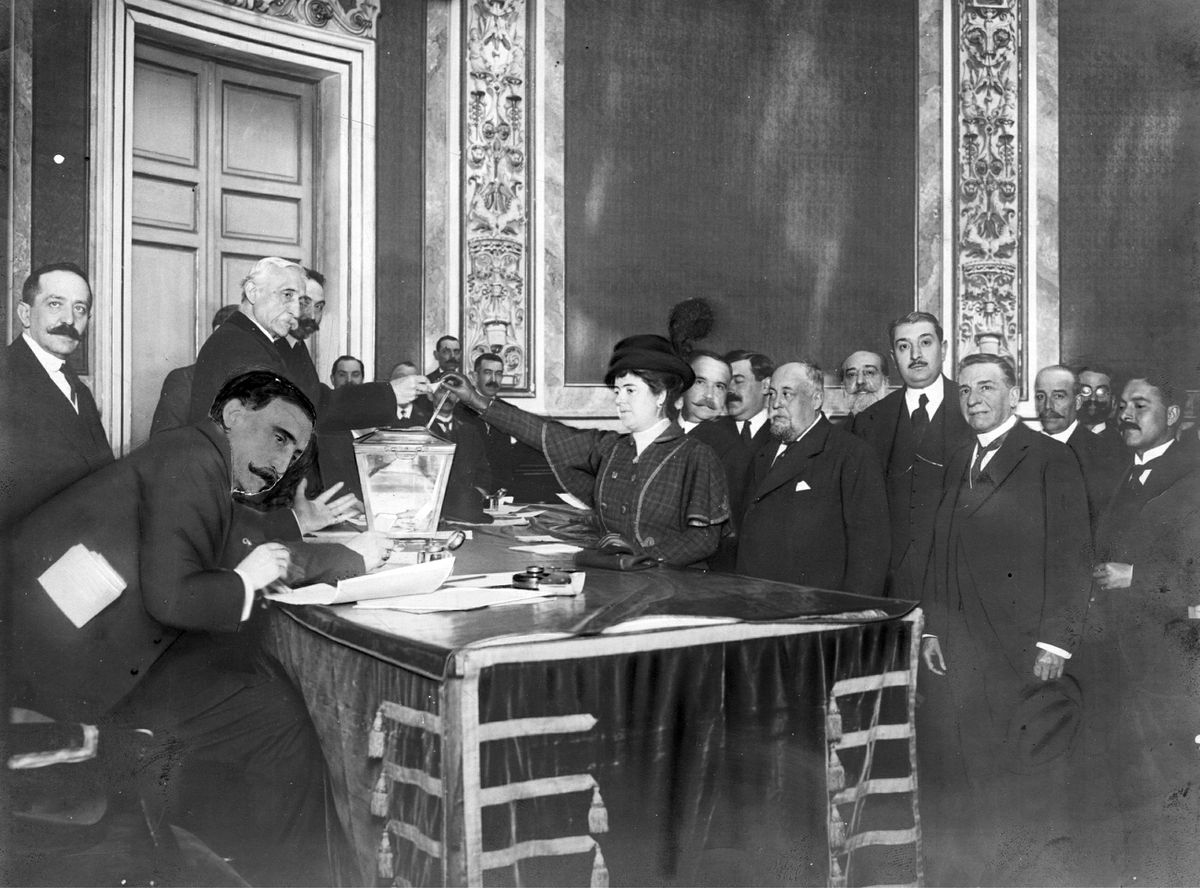
Arroyo votando en 1916.

Políticamente, Arroyo fue vicepresidenta del Comité Nacional de Mujeres Antifascistas, y trabajó para fortalecer los lazos entre la Unión Soviética y España a través de la creación de un programa de intercambio social el 30 de enero de 1937. La prima tercera de Arroyo, Cristina Márquez Arroyo, ha descrito alternativamente a Arroyo como liberal y comunista. Se opuso a la caridad, favoreciendo en cambio la educación y el trabajo. Fue una defensora especialmente fuerte de la educación de las mujeres, ya que ella misma se benefició de ella. Arroyo participó activamente en organizaciones feministas durante la guerra civil española, como el Lyceum Club Femenino, el Comité Femenino de Higiene Popular y la Asociación Española de Mujeres Médicas, y escribió una columna feminista en la revista Medicina Social Española. En México perteneció a la Asociación de Mujeres Españolas y colaboró en su revista.
Arroyo fue posiblemente la primera mujer en votar en unas elecciones al Senado español, ya que se le permitió votar como miembro del claustro universitario. Emitió su voto en 1916, diecisiete años antes de que se consiguiera el sufragio femenino en España.